# Falso arco

Princípio básico do projeto do falso arco

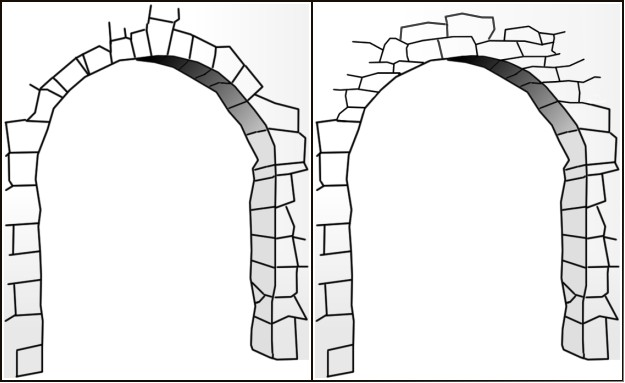
Comparação de um arco de pedra "verdadeiro" genérico (à esquerda) e um arco falso (à direita).

Um arco falso (ou arco com consolo ou mísula) é um método de construção semelhante a um arco que usa a técnica arquitetônica de mísula para abranger um espaço ou vazio em uma estrutura, como uma entrada em uma parede ou como o vão de uma ponte. Uma abóbada de consolo usa esta técnica para apoiar a superestrutura do telhado de um edifício.
Um falso arco é construído compensando fiadas sucessivas de pedra (ou tijolo) na linha das paredes de modo que se projetem em direção ao centro da arcada de cada lado de suporte, até que as fiadas se encontrem no ápice da arcada (muitas vezes, a última lacuna tem uma ponte com uma pedra plana). Para uma cobertura de abóbada consular, a técnica é estendida em três dimensões ao longo do comprimento de duas paredes opostas.
Embora seja uma melhoria na eficiência de suporte de carga em relação ao projeto do lintel, os arcos com consolo não são estruturas totalmente autossustentáveis e ele às vezes é denominado como "arco falso" por esse motivo. Diferentes dos arcos "verdadeiros", os arcos "falsos" ou mísulas são construídos com pedras ou tijolos assentados horizontalmente e não com aduelas em forma de cunha convergindo para e sendo mantidos juntas por uma pedra angular central. Ao contrário dos arcos "verdadeiros", nem todas as tensões de tração da estrutura causadas pelo peso da superestrutura são transformadas em tensões de compressão .
O falso arco é uma técnica aplicada pela primeira vez pelos antigos egípcios e caldeus.